# Tropicus braza
Tropicus braza är en skalbaggsart som beskrevs av Miller 1992. Tropicus braza ingår i släktet Tropicus och familjen strandgrävbaggar. Inga underarter finns listade i Catalogue of Life.